# Ruta de Illinois 267
La Ruta de Illinois 267, y abreviada IL 267 (en inglés: Illinois Route 267) es una carretera estatal estadounidense ubicada en el estado de Illinois. La carretera inicia en el sur desde la US 67  , IL 111   en Godfrey hacia el norte en la BL 72  , US 67 , IL 104  en Jacksonville. La carretera tiene una longitud de 94,9 km (59 mi).

## Mantenimiento
Al igual que las autopistas interestatales, y las rutas federales y el resto de carreteras estatales, la Ruta de Illinois 267 es administrada y mantenida por el Departamento de Transporte de Illinois por sus siglas en inglés IDOT.

## Cruces
La Ruta de Illinois 267 es atravesada principalmente por la  I 72  US 36   en South Jacksonville.